# Renate Woltron

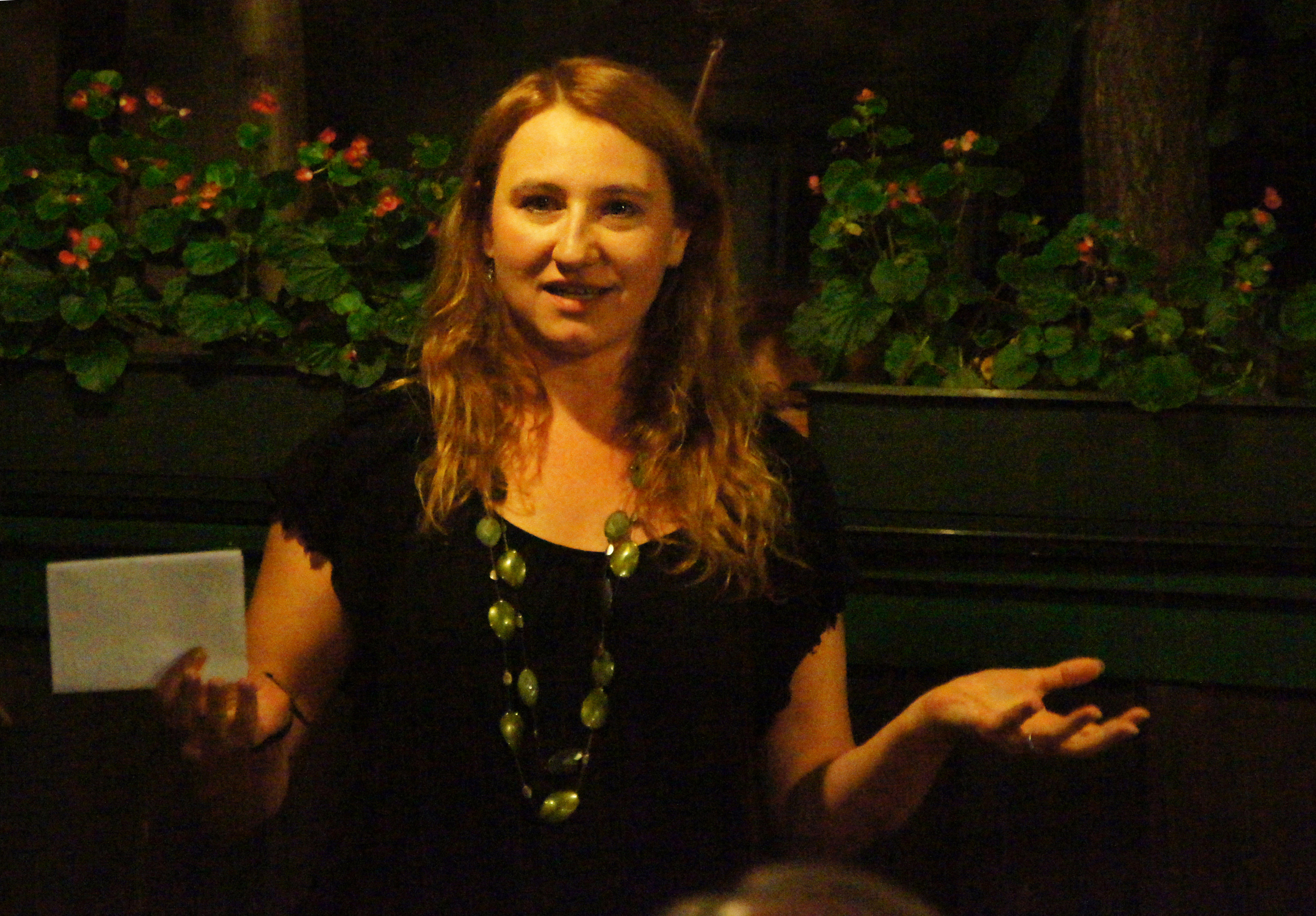
Renate Woltron

Renate Woltron (* 30. Mai 1972 in Leoben) ist eine österreichische Regisseurin, Autorin, Dramaturgin, Film- und Theaterproduzentin sowie Schauspielerin.

## Leben
Renate Woltron wurde in Leoben in der Steiermark geboren. Sie studierte Theater-, Film- und Medienwissenschaft sowie Geschichte in Wien (Diplomarbeit: Frauenschicksale in Rainer Werner Fassbinders Filmen, Doktorat 2002 – Dissertation: Effi Briest: Der Roman und seine Verfilmungen).
Seit 1991 ist sie in Wien als Regisseurin, Autorin, Schauspielerin, Dramaturgin und Produzentin tätig. Privat ist sie mit dem österreichischen Schauspieler und Sprecher Manuel Girisch verheiratet, mit dem sie seit 1999 mehrere Theater- und Lesungs-Eigenproduktionen pro Jahr auf die Bühne bringt. Als Trainerin für Deutsch als Fremdsprache ist Woltron seit 2007 in der Integration engagiert. Zudem war sie von 2015 bis 2018 Lektorin am Zentrum für Fernstudien Wien (LV „Geschichte und Kultur“).
Woltron ist langjähriges Mitglied des von Rolf Schwendter gegründeten Ersten Wiener Lesetheaters sowie Mitglied in der Grazer Autorinnen Autorenversammlung (GAV) und in der Akademie des Österreichischen Films.

## Wirken im Film
Renate Woltron ist bei diversen Filmen – neben Regie, Drehbuch und Schauspiel – auch als Drehbuchautorin, Filmeditorin, ausführende Produzentin, Produzentin und Kamerafrau in Erscheinung getreten. Ihr Film Wand vor der Wand (2013) wurde beim Austrian Filmfestival gezeigt und kam in die Auswahl des Österreichischen Filmpreises. Ebenso wie ihre Spielfilme Strawberry Moments (2019), Janus – Ewiges Schicksal (2021) und Crazy Roads (2024).

## Filmografie

### Spielfilme
- 2011: Across the Mile
- 2012: Randgänger (2012)
- 2012: Wand vor der Wand (2013)
- 2019: Strawberry Moments (2019)
- 2021: Janus – Ewiges Schicksal (2021)
- 2024: Crazy Roads (2024)
- 2025: Hot Brain (2025)

### Kurzfilme
- 2010: Glück, „Auf der Suche“-Filmfestival Vienna, 38th Festival of Nations, Ebensee
- 2011: Nichtschläfer, „Two Moods“-Filmfestival Vienna, 39th Festival of Nations, Ebensee
- 2012: Frauenquote, „Two Moods“, Austrian Filmfestival Vienna
- 2012: Gefällt mir, Austrian Filmfestival Vienna
- 2025: Schuldreh

## Theater – Konzeption, Inszenierung, Regie, Bühne, Produktion (Auswahl)
- Praterg'schichtn
- Sommertheater mit jährlich wechselndem Programm (2002–2012), u. a. mit Manuel Girisch, Gerda Kamna, Andrea Nitsche, Walter Corti, Manfred Feller, Silvia Schantl, Heide Maria Hager und Georg Wacks
- J. Nestroy: Das Mädl aus der Vorstadt (2004), u. a. mit Rochus Millauer, Ottwald John, Manuel Girisch, Heide Maria Hager, Sissi Gotsbachner und Peter Fuchs
- G. B. Shaw: Frau Warrens Beruf (2005), u. a. mit Heide Maria Hager, Hannes Lewinski, Christof Weber und Franz Becke
- R. Shart: Meine Frau Maurice (2006), u. a. mit Michael Gert, Eszter Hollósi, Andrea Schlor
- W. Shakespeare: Viel Lärm um Nichts (2006), u. a. mit Peter Janisch, Felix Kurmayer, Ralph Saml
- Carlo Goldoni: Der herzensgute Unwirsch (2007) (Burgenland, Niederösterreich, Wien) Mit Hannes Lewinski, Manuel Girisch, Peter Janisch, Heide Maria Hager, Saskia Fanta und Helga Leitner
- Johann Wolfgang von Goethe: Götz von Berlichingen (2007) (Ensembletheater Wien; B, NÖ, OÖ, St), u. a. mit Manuel Girisch, Andreas Peer, Hannes Lewinski, Dana Proetsch, Barbara Redl
- Heinrich von Kleist: Amphitryon (2008) (Ensembletheater Wien; Metropoldi Wien; B, NÖ), u. a. mit Manuel Girisch, Hannes Lewinski, Barbara Redl und Klaus Schwarz

## Lesungen
U. a. Ernest Hemingway, Rainer Werner Fassbinder, Ludwig Holberg, Friedrich Schiller, Marguerite Duras, Karl May, August Strindberg, Klaus Kinski, Johann Nestroy, Jura Soyfer, Alberto Moravia, Lope de Vega etc., sowie eigene oft szenische Lesungen, auch als Auftragsarbeiten, u. a. Kennen Sie Stuwer? – Unterwegs auf den Straßen und Plätzen des Viertels (2002), A klane Drahrerei – Robert Stolz und seine Zeit (2003–05), Ich wär’ jetzt lieber in Astoria – Jura-Soyfer-Programm (2002–04), Kinski – Der heilige Narr (2004), Nestroy & Co (2005), Mozart after Mozart (2006), Gangster, Gauner und Ganoven (2013), Hallodris, Huren und Halunken (2014), Von Sammlern und Gammlern (2015), Bestien, Barbaren und Blutsauger (2016), Beter, Bettler, Bittsteller (2017), Reisen, Rum und Rituale (2017), Warme Wickel – Kaltes Grausen (2018),  Lachperlen mit jährlich wechselndem Programm an vielen Orten (seit 2011).

## Autorin
- Theaterstück Der letzte Vorhang (2002/03)
- Theaterstücke Praterg’schichtn (2002–2011)
- Theaterstück Effi Briest (nach dem Roman von Theodor Fontane)
- Theaterstück Alte Schachteln (Uraufführung 2009), ISBN 978-3-9502721-4-7
- Theaterstück Alte Knacker (Uraufführung 2010), ISBN 978-3-9503146-3-2
- Theater-Kabarett Wiener Komödientheater (2012/13)
- Theaterstück Volle Flaschen (2017)
- Theaterstück Flotte Feger (2017)
- Praterg’schichtn (2017)
- Linda – Ausflug mit Freunden (Kinderbuch, 2021), ISBN 978-3-99125-656-4
- Linda - Was für eine Familie (Kinderbuch, 2024), ISBN  	  	  978-3-758474-04-0
- Manuel Grisch - Drei Einakter und Texte von Renate Woltron (2024), ISBN 9783759885340
- Diverse Sketche
- Drehbücher (Glück, Nichtschläfer, Randgänger, Frauenquote, Wand vor der Wand, Strawberry Moments)